# Wakanosato Shinobu
Wakanosato Shinobu, jap. 若の里 忍, eigentlich Kogawa Shinobu, 古川 忍 (* 10. Juli 1976 in Hirosaki, Präfektur Aomori) ist ein ehemaliger japanischer Sumōringer.
Wakanosato war ein Kämpfer des Naruto-Beya. Er begann im März 1992 seine Karriere unter seinem Geburtsnamen Kogawa und erreichte im November 1997 die Jūryō-Division. Zu diesem Anlass nahm er den Kampfnamen (Shikona) „Wakanosato“ an, eine Kombination aus den Shikona seines Stallmeisters und von dessen Stallmeister.
Im Mai 1998 gab er sein Makuuchi-Debüt und konnte bald bis in die oberen Maegashira-Ränge aufsteigen. Mehrere schwere Verletzungen folgten: Beim Kyūshū-Basho (Novemberturnier) 1998 brach er sich, nachdem er in diesem Turnier den damaligen Yokozuna Wakanohana besiegen konnte, noch kurz vor Turnierende das rechte Wadenbein. Genau ein Jahr darauf zog er sich einen Meniskusschaden am linken Kniegelenk zu, der ihn zwang, zwei Turniere lang zu pausieren, weswegen er in die Juryo-Division zurückgestuft wurde.
Mit zwei aufeinanderfolgenden Turniersiegen in dieser Liga schaffte er jedoch spektakulär sein Comeback und gelangte durch seine Erfolgsserie bis in den Rang eines Sekiwake. In dieser Zeit wurde er mit Sonderpreisen für Kampfgeist und besondere Leistung geradezu überschüttet. Danach pendelte er mit meist knappen Kachi-koshi in den unteren Sanyaku-Rängen. Die Beförderung zum Ōzeki schaffte er jedoch nicht.
Mehrfach wurde Wakanosato in die Maegashira-Ränge zurückgestuft und fiel zeitweise in die Juryo-Division zurück.
Wakanosato wurde zu seinen besten Zeiten scherzhaft „das Barometer“ genannt, da man am Ergebnis im Kampf gegen ihn angeblich die Güte eines Sanyaku-Ringers messen könne: Wer gegen Wakanosato verliere, sei nicht stark genug für diese Ränge.